# Rasmus Christiansen (maler)
 For alternative betydninger, se Rasmus Christiansen. (Se også artikler, som begynder med Rasmus Christiansen)
Rasmus Christiansen (i kirkebogen 'Kristjansen', født 2. februar 1863 i Bjertrup ved Hørning; død 11. november 1940 i København) var en dansk tegner og maler.
Efter at være blevet malersvend og have afsluttet den tekniske skole i Aarhus 1881 fortsatte Christiansen på Kunstakademiet, hvor han var i to år 1881-82, derefter fik han sin videre uddannelse på Kunstnernes Studieskole under P.S. Krøyer og Laurits Tuxen.
Han var på forårsudstillingen på Charlottenborg 1884 med et vinterbillede Toget kommer, der havde motiv fra en jernbaneoverkørsel i Jylland.
Han foretog udlandsrejser med Vilhelm Hammershøi til Berlin og og andre byer, og han hjalp Tuxen med billedet af Dronning Victoria af Storbritanniens diamantjubilæum.
Christiansen har udført dyremalerier, portrætter, genrestykker og landskaber; i de senere år virkede han også som illustrator. Han bidrog til hæfteskrifter og ugeblade, blandt andet Punch, Klods-Hans, Blæksprutten og dagbladet Politiken, deriblandt med karikaturtegninger. Desuden anskuelsestavler til brug i undervisning.

## Galleri
| - Scener fra danmarkshistorien - Jydske Lov gives i 1241 - Niels Ebbesen rider væk efter drabet på "Den kullede greve", grev Gert, i 1340. - Valdemar Atterdag indtager Visby, 1341 |

| - Christian 2. forlader København - Københavns overgivelse til Christian 3. i 1536 - Slaget ved Axtorna under den nordiske syvårskrig, 1565 |